# Muizuddin Qaiqabad

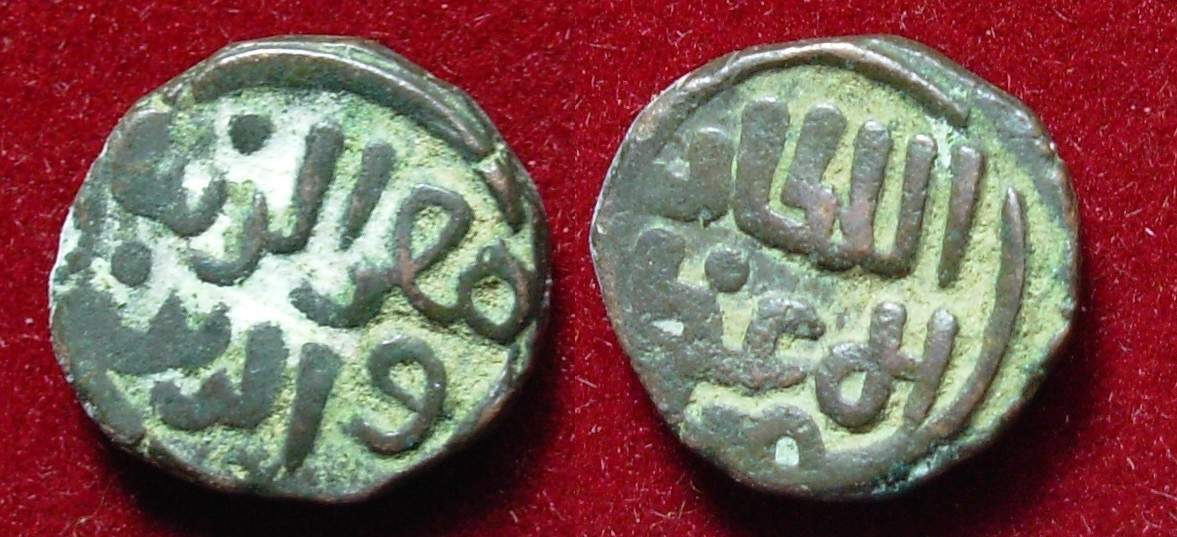
Koperen munt van Muizuddin Qaiqabad.

Muizuddin Qaiqabad (Perzisch: معزالدين کيقباد; gestorven 1290) was sultan van Delhi van 1287 tot 1290. Hij was de kleinzoon en opvolger van sultan Ghiyasuddin Balban, en de zoon van Nasiruddin Bughra Khan, de gouverneur van Bengalen. Zijn vader werd na de dood van zijn grootvader onafhankelijk sultan van Bengalen. Qaiqabad was de tiende sultan van de Slavendynastie.
Qaiqabad was nog jong toen hij sultan werd en zou niet lang regeren, omdat hij in 1290, mogelijk als gevolg van een aanslag, verlamd raakte. Nadat eerst zijn minderjarige zoontje Kayumars tot sultan werd uitgeroepen liet de machtige regent, Jalaluddin Firuz Khalji, zowel Qaiqabad als Kayumars uit de weg ruimen om zelf sultan te worden.